# Shibin el-Qanater
Shibin El Qanater (en arabe : شبين القناطر) est une ville d'Égypte, chef lieu d'une région (markaz), située au centre du gouvernorat de Qalyubiya. Sa population était de 423 783 habitants lors du recensement de 2006[réf. nécessaire] et comprend 36 villages. 

## Histoire
La ville moderne était autrefois un campement de l'armée romaine servant de station aux unités de cavalerie « Equites (en) Saraceni Thamudeni » et « Ala quinta Raetorum ».